# Mistrzostwa Arabskie w Zapasach w 2013
Mistrzostwa rozegrano od 1 do 4 czerwca 2013 roku w mieście Doha w Katarze.

## Tabela medalowa
Gospodarz mistrzostw został zaznaczony kolorem.
| Poz. | Państwo                      |    |    |    | Łącznie |
| ---- | ---------------------------- | -- | -- | -- | ------- |
| 1    | Irak                         | 10 | 1  | 2  | 13      |
| 2    | Jordania                     | 2  | 4  | 1  | 7       |
| 3    | Algieria                     | 1  | 4  | 0  | 5       |
| 4    | Katar                        | 1  | 2  | 2  | 5       |
| 5    | Arabia Saudyjska             | 0  | 1  | 4  | 5       |
| 6    | Palestyna                    | 0  | 1  | 3  | 4       |
| 7    | Liban                        | 0  | 0  | 2  | 2       |
| 0    | Zjednoczone Emiraty Arabskie | 0  | 0  | 1  | 1       |
|      | Łącznie                      | 14 | 13 | 15 | 42      |

## W stylu klasycznym
| Waga   | złoty                     | srebrny                | brązowy                | brązowy              |
| ------ | ------------------------- | ---------------------- | ---------------------- | -------------------- |
| 55 kg  | Karrar Albeedhan          | Ibrahim Yakub Arar     | Fahd Ali Ghazwani      | ----                 |
| 60 kg  | Ali Najah Al Gharwani     | Mohammad Islam Attork  | Hussain Ahmad Gowdooei | ----                 |
| 66 kg  | Taha Al-Salihi            | Mohamed Al Marafi      | Fares Moughayer        | ----                 |
| 74 kg  | Ramzi Al Marafi           | Belkazem Anis Benabidi | Kamal Akhatib          | Rabbia Khalil        |
| 84 kg  | Hicham Louafi             | Khan Jafar             | Abdulrahman Wadan      | Adil Ghazi Al Aayedi |
| 96 kg  | Jahja Muhammad Abu Tabich | Saif Ali Qasim         | Salah Walid Agha       | ----                 |
| 120 kg | Ali Nadhim Essaidi        | Hani Al Marafi         | Mohamed Salem Salem    | ----                 |

## W stylu wolnym
| Waga   | złoty                      | srebrny                | brązowy                                | brązowy     |
| ------ | -------------------------- | ---------------------- | -------------------------------------- | ----------- |
| 55 kg  | Muhammed Waheed Al Dhahabi | Abdelhak Kherbache     | Fahd Ali Ghazwani                      | ----        |
| 60 kg  | Maher Al Dabbagh           | Hussain Ahmad Gowdooei | ----                                   | ----        |
| 66 kg  | Abd ar-Rahman Ibrahim      | Nassrallah Lallouche   | Walid Mansour Haqi Ali                 | Omran Arsin |
| 74 kg  | Hisham Althaabeli          | Othmane Maasmi         | Muhammad Naser Mohamed Saif Al Qubaisi | ----        |
| 84 kg  | Nazar Bushi Bushi          | Smeineh Abou           | Khan Jafar                             | ----        |
| 96 kg  | Mohammed Suhail Al Obaidi  | ----                   | ----                                   | ----        |
| 120 kg | Mohammed Abdelmalek        | Mohamed Salem Salem    | Moustapha Alsaka                       | ----        |